# David J. Cohen
David J. Cohen (* 6. Februar 1949) ist ein US-amerikanischer Jurist.

## Leben
Er erwarb 1969 den B.A. am Occidental College, 1972 den J.D. an der UCLA School of Law und 1981 den Ph.D. an der University of Cambridge (Classics/Alte Geschichte). Er lehrte von 1998 bis 2002 als Chancellor’s Professor, Rhetoric and Classics, an der UC Berkeley, von 2004 bis 2014 als Sidney and Margaret Ancker Professor for the Humanities und seit 2017 als Professor of Classics an der Stanford University.

## Schriften (Auswahl)
- Theft in Athenian law. München 1983, ISBN 3-406-09113-X.
- Law, sexuality, and society. The enforcement of morals in classical Athens. New York 1994, ISBN 0-521-46642-3.
- Law, violence, and community in classical Athens. Cambridge 1995, ISBN 0-521-38837-6.
- Indifference and accountability. The United Nations and the politics of international justice in East Timor. Honolulu 2006.